# Лик мести
«Лик мести» (исп. El rostro de la venganza) — телесериал американской телекомпании «Telemundo», с Давидом Чокарро в качестве протагониста истории, со специальным участием Марицы Родригес и Элизабет Гутьеррес, а также Саулем Лисасо, Фелисией Меркадо и Марлене Фавелой.

## Производство
Telemundo анонсировали проект для прайм-тайма на период с 2012 по 2013 год. С 30 июля 2012 года по 24 января 2013 года сериал транслировался в 21:30, разделяя время с сериалом «Пабло Эскабор, хозяин зла», по окончании которого «Лик Мести» стал выходить в эфир в 22:00 по EST. Заключительная серия была показана 12 апреля. Российская премьера сериала состоялась 29 ноября в 20:00 на телеканале Много ТВ.

## Сюжет
Спустя долгие годы, 28-летний Диего Меркадер покидает психиатрическое отделение тюрьмы Нью-Йорка после отбывания тюремного срока за кровавую резню в школе произошедшую 20 лет назад, в ходе которой погибло семеро детей. Благодаря неустанным усилиям доброго психиатра Антонии Вильяроэль и помощи загадочного бенефактора Эсекьеля Альварадо, Диего получает возможность начать всё с чистого листа. Под именем Мартина Мендеса ему удается скрыться и защитить себя от тех, кто не смог забыть о прошлом и по сей день жаждет мести. Поселившись в мире Альварадо он начинает постепенно адаптироваться к свободе, в то время как кошмары прошлого продолжают мучить его, возвращая к мыслям о том роковом дне, событий которого он не помнит. Антония становится единственным человеком, которому Мартин может доверять, сохраняя с ней близость, которая порождает романтические отношения между ними, и делает девушку его первой любовью. Новые препятствия в семье Альварадо появляются после знакомства Мартина со старшим сыном Эсекьеля — Лусиано, который в тайне является любовником невесты собственного отца — Марианы, красивой и амбициозной девушки, желающей иметь стабильное будущее. Между тем, Антония пытается вести расследование с целью узнать — что же произошло на самом деле 20 лет назад. С каждым шагом её сомнения увеличиваются, после чего девушка уверенно решается доказать невиновность любимого. Антония дорого заплатит за правду, а Мартину придется вспомнить прошлое, и узнать, что же на самом деле произошло в тот трагический день.

## Актёры и персонажи
| Исполнитель        | Персонаж                       | Значение персонажа |
| ------------------ | ------------------------------ | --- |
| Давид Чокарро      | Мартин Мендес / Диего Меркадер | Главный герой; покидает тюрьму спустя 20 лет заключения |
| Сауль Лисасо       | Эсекьель Альварадо             | Бизнесмен, отец Лусиано, Маркоса и Катерины; помогает Диего начать новую жизнь |
| Марица Родригес    | Антония Вильяроэль             | Психиатр; помогла добиться УДО для Диего, и становится его первой любовью Убита Валерией |
| Элизабет Гутьеррес | Мариана Сан Лукас              | Модель; невеста Эсекьеля, любовница Лусиано, любовница Диего Убита Алисией |
| Марлене Фавела     | Алисия Феррер                  | Описание персонажа содержит спойлер Алисия Феррер, она же Ева Саманиего — главная злодейка, настоящий ребёнок-монстр, любовница, а потом жена Диего, мать его дочери. Именно из-за неё Диего отсидел 20 лет. Маньяк-убийца, посажена в тюрьму на пожизненное заключение. |
| Синтия Олаваррия   | Диана Меркадер                 | Двойняшка Диего; верит в невиновность брата |
| Хонатан Ислас      | Лусиано Альварадо              | Сын Эсекьеля; бывший одноклассник Диего |
| Фелисия Меркадо    | Валерия Саманиего              | Жена Федерико; мать одного из погибших детей Убита Алисией |
| Роберто Матеос     | Федерико Саманиего             | Муж Валерии; отец одного из погибших детей |
| Ванда Д’Айсидоро   | Вероника Баэса                 | Журналистка; сестра одного из погибших детей Убита Алисией |

## Отзывы и награды
Несмотря на средний коммеречский успех сериала в США, «Лик Мести» получил крайне положительные отзывы от зрителей, подмечающих реалистичность, остросюжетность и загадочность сюжета выдержанного в лучших традициях саспенса. Пользователи крупного русскоязычного сообщества «Mundo Latino» дали сериалу 81 процент из 100. Исполнившая роль Катерины Альварадо, актриса Кимберли Дос Рамос получила награду «Miami Life Awards 2013» за роль в сериале, а также актриса Синтия Олавария получила награду «Premios Tu Mundo 2013».